# Трая, Мисти
Ми́сти Тра́я (англ. Misti Traya; имя при рождении — Ми́сти Да́ун Уо́ррен (англ. Misti Dawn Warren), род. 23 сентября 1981, Гонолулу, Гавайи, США) — американская актриса, известная по телесериалам «Новая Жанна д’Арк», «Доктор Хафф» и «Жизнь с Фрэнни», а также по фильмам «Реальные девчонки» и «Война орлов».

## Биография
Мисти Трая родилась 23 сентября 1981 года в Гонолулу, штат Гавайи. Она является дочерью актрисы Кирстен Уоррен и сценариста Джонатана Лемкина. Мисти получила свою первую постоянную роль в телесериале «Жизнь с Фрэнни», где она играла 15-летнюю Эллисон Ривз.
Трая работала за кадром в фильме «Крэйзи», в котором она стала помощником оператора. Вскоре после прослушивания она получила эпизодические роли в сериалах «Новая Жанна д’Арк» и «Доктор Хафф». Трая снялась в двух полнометражных фильмах: «Микс» с Ашером и Чеззом Палминтери в главных ролях и «Реальные девчонки». В 2005 году она работала с художником Марио Гарсия Торресом над его шестиминутным фильмом One Minute to Act a Title: Kim Jong Il Favorite Movies, предназначенном для показа на современной художественной арене музеев и галерей.

## Фильмография
| Год       |    | Русское название                    | Оригинальное название             | Роль               |
| --------- | -- | ----------------------------------- | --------------------------------- | ------------------ |
| 2004      | с  | Новая Жанна д’Арк                   | Joan of Arcadia                   | Ирис               |
| 2004—2005 | с  | Доктор Хафф                         | Huff                              | Гейл               |
| 2005      | ф  | Микс                                | In the Mix                        | Майя               |
| 2005—2007 | с  | Жизнь с Фрэнни                      | Living with Fran                  | Эллисон Ривз       |
| 2006      | ф  | Реальные девчонки                   | Material Girls                    | Мартиника          |
| 2006      | с  | Части тела                          | Nip/Tuck                          | Мэллори Бадж       |
| 2007      | с  | Как я встретил вашу маму            | How I Met Your Mother             | Молли              |
| 2007      | с  | Закон и порядок: Специальный корпус | Law & Order: Special Victims Unit | Кассандра Салливан |
| 2007      | с  |                                     | Getting Away with Murder          | Лили               |
| 2007      | ф  | Война орлов                         | War Eagle, Arkansas               | Эбби               |
| 2008      | тф | Город свободы                       | Libertyville                      | Тиффани            |
| 2008      | с  | Армейские жёны                      | Army Wives                        | Джессика           |